# Kastellhof (Graz)

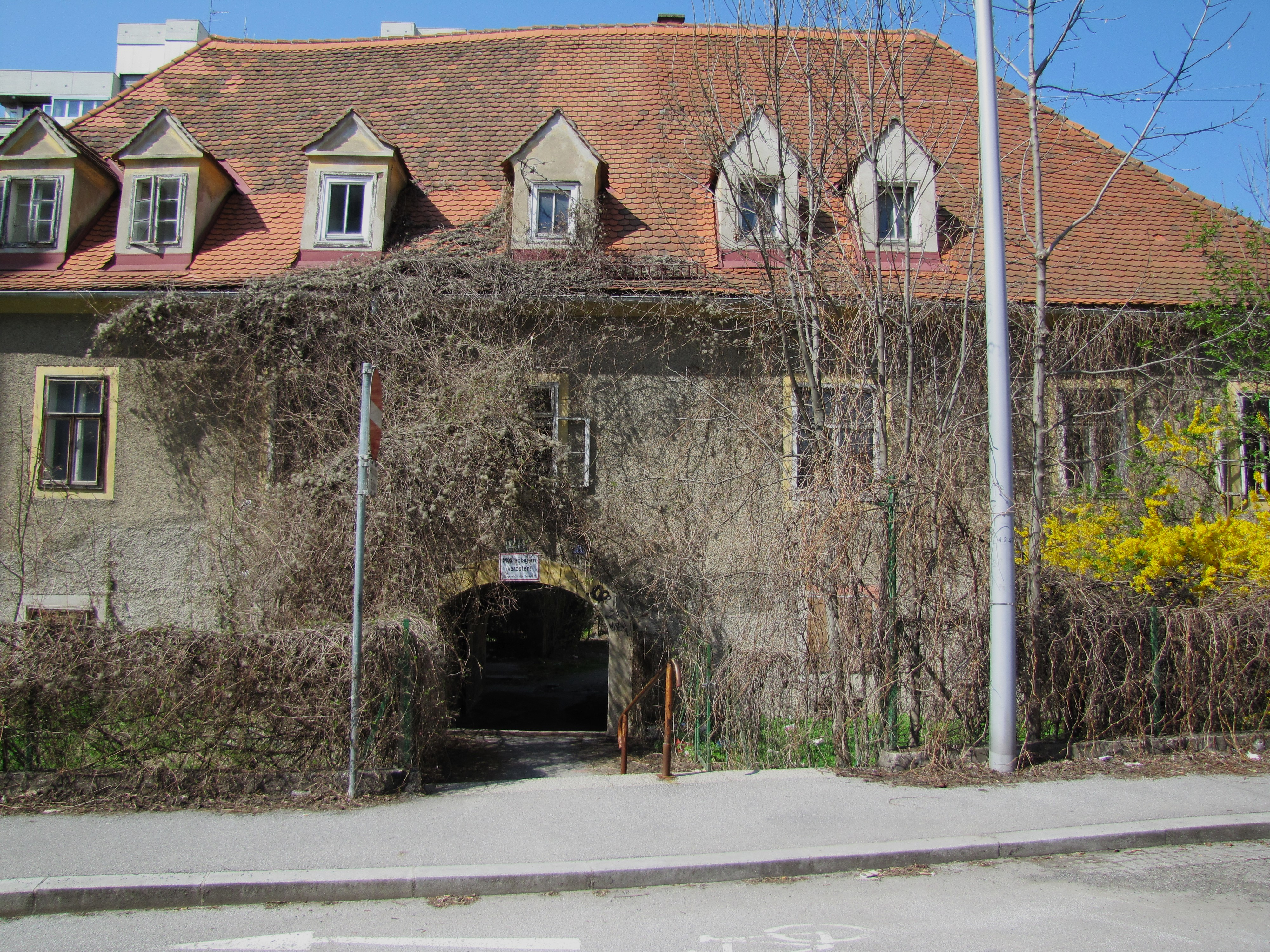
Kastellhof, Außenansicht (April 2010)

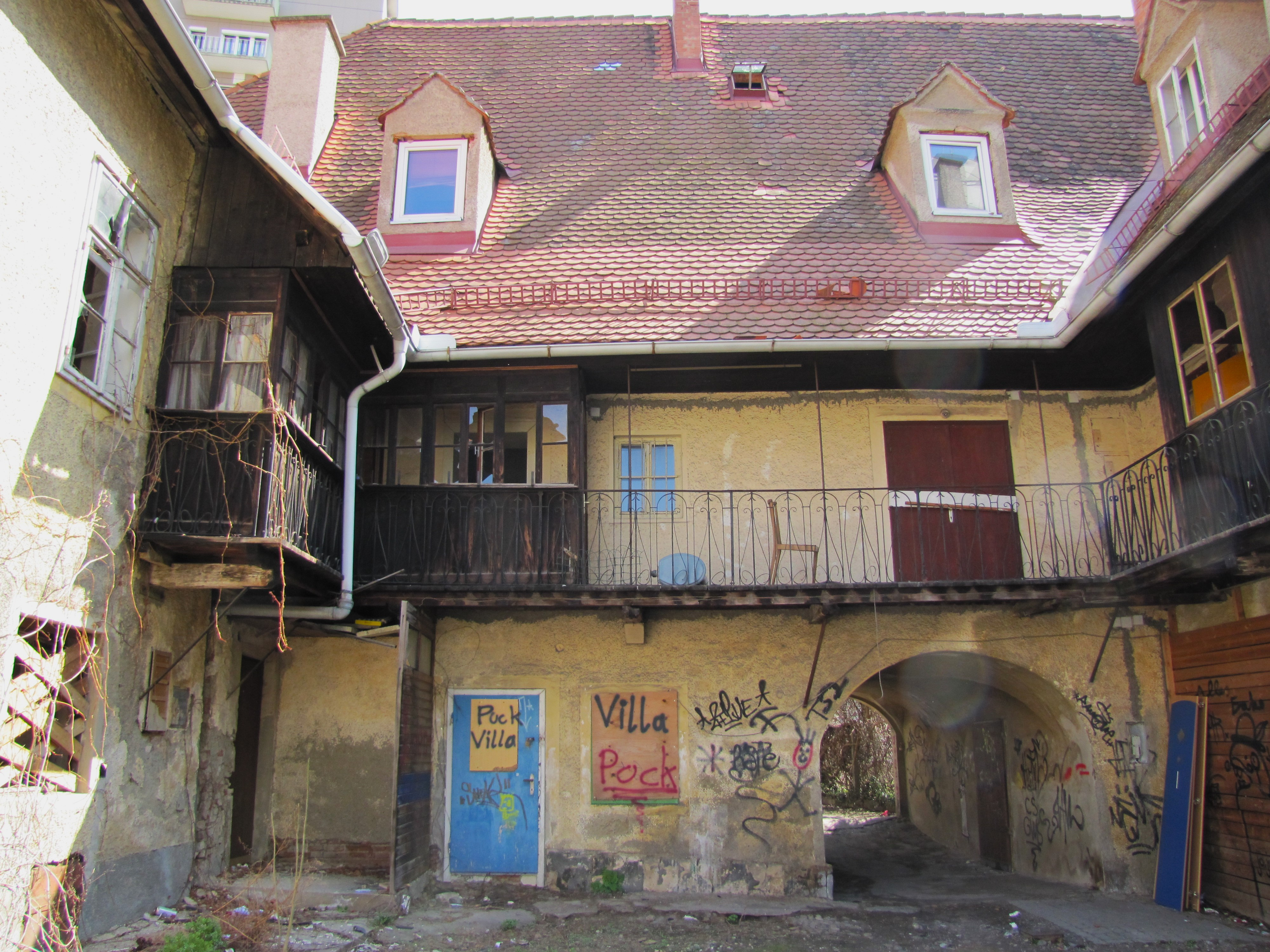
Kastellhof, Innenhof (April 2010)

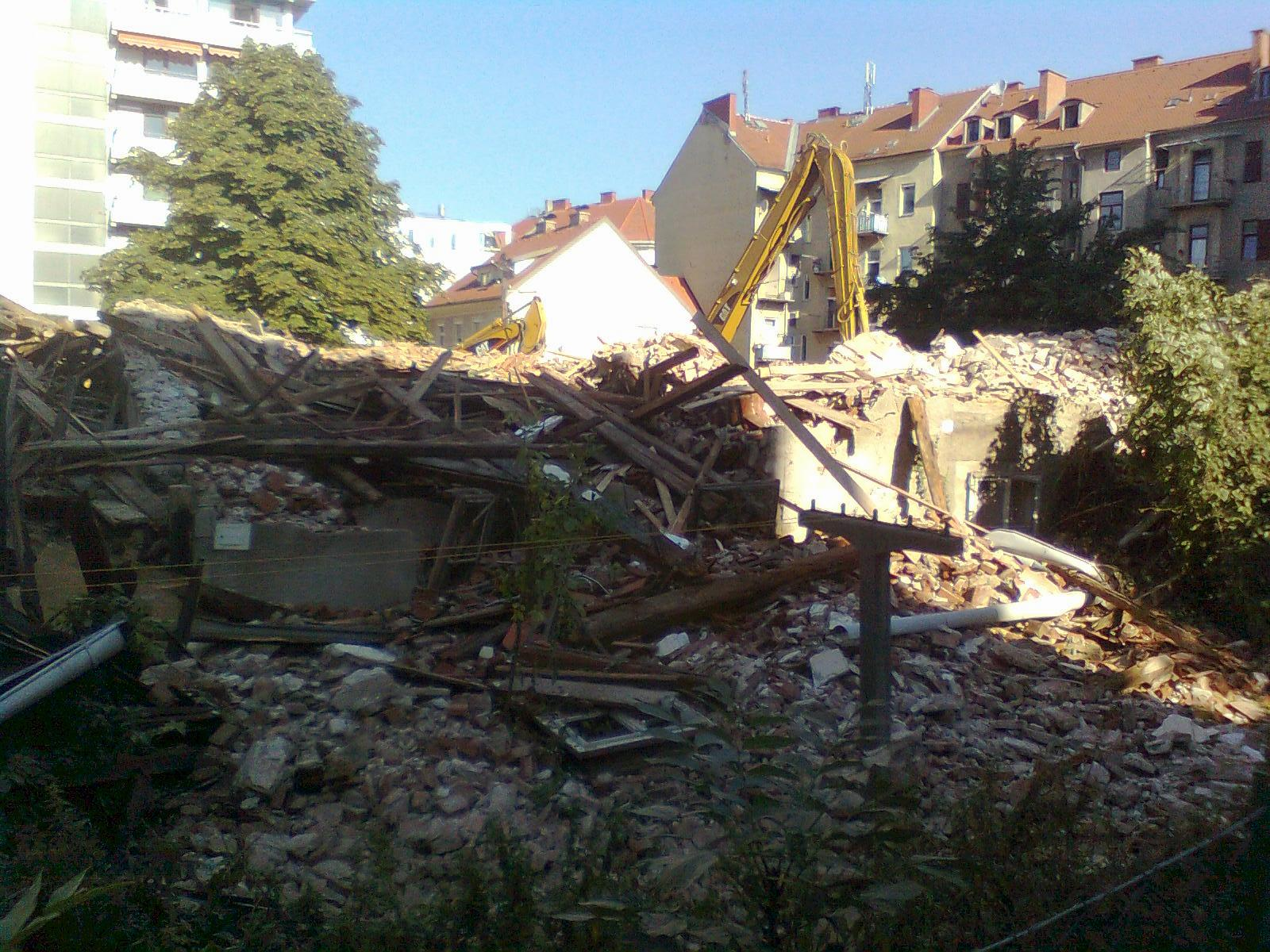
Ruine des Kastellhofs am 11. Juli 2010, zwei Tage nach dem Abbruch

Der Kastellhof war ein Edelhof in der Adolf-Kolping-Gasse 14 im sechsten Grazer Stadtbezirk Jakomini. Er wurde am 9. Juli 2010 trotz Bürgerprotesten abgebrochen. Zum Zeitpunkt des Abbruchs wurde das Gebäude nicht in der Liste des Bundesdenkmalamtes geführt und befand sich knapp außerhalb einer Altstadt-Schutzzone. An seinem Standort wurde eine Wohnhausanlage errichtet. 

## Geschichte
Die Bausubstanz des als Kastellhof bekannten Gebäudes stammt aus der ersten Hälfte des 17. Jahrhunderts. Die Ursprünge des ehemaligen Hofes reichen aber bis ins 15. Jahrhundert zurück. Das Gebäude war zuerst dem Deutschen Ritterorden dienstbar, bevor es vom damaligen steirischen Landeshauptmann Friedrich von Fladnitz (Amtszeit 1408 bis 1412) dem Grazer Bürger Eustachius Esel abgekauft wurde. Seit dem Mittelalter befand sich an jener Stelle die sogenannte „Kühtratte“, ein  Gemeinschaftsgrundstück der Grazer Stadtbevölkerung südlich der Stadt, das als Viehweide Verwendung fand.
Die Berufung des Friedrich von Fladnitz zum Landeshauptmann wurde in den Kreisen des Hochadels als Provokation angesehen, da die Fladnitzer eine Generation zuvor noch Dienstmänner der Herren von Stubenberg waren. Ferdinand von Fladnitz erwarb schließlich den Hof, um ihn als Wohnsitz zu nutzen. Das Haus besaß einen Schopfwalmgiebel und schmiedeeiserne Gitterflügel im Stiegenaufgang.
Im 16. Jahrhundert war das Anwesen unter dem Namen Scarlichhof bekannt. Die Bezeichnung stammte vom damaligen Besitzer, dem Grazer Burggrafen Karl Scarlich. Die bis in die Gegenwart gängige Bezeichnung Kastellhof fand ihren Ausgangspunkt beim Gutskauf im Jahr 1623 durch Jacob Castell, nach dem auch die Grazer Kastellfeldgasse benannt ist. Ab dem Jahr 1849 befand sich der Hof im Besitz des Tabakverlegers Georg Schwarz. Der Kastellhof wurde in Anspielung auf dessen Tätigkeit im Volksmund Pfeiffenschlössl und die Straße Pfeiffengasse bezeichnet. 1888 wurde in den Räumlichkeiten die 1. Grazer Fahrradschule eingerichtet.
Im 20. Jahrhundert begann der Kastellhof zu verfallen. Das Gebäude wurde im Juli 2010 nach erfolglosen Protesten einer Bürgerinitiative für den Neubau einer Wohnhausanlage abgebrochen.